# Santa Rosa de Satuyo
Santa Rosa de Satuyo es un centro poblado peruano, ubicado en el distrito de Vice, perteneciente a la provincia de Sechura del departamento de Piura, al norte del Perú. En el 2017 tenía una población de 108 habitantes.